# تراث هوغوورتس
تراث هوغوورتس (بالإنجليزية: Hogwarts Legacy) هي لعبة عالم مفتوح حركة تقمص الأدوار، صدرت على أجهزة بلاي ستيشن 5، إكس بوكس سيريس إكس وسيريس إس ومايكروسوفت ويندوز في 10 فبراير 2023، بينما تم إصدارها في 5 مايو 2023 على أجهزة بلاي ستيشن 4 وإكس بوكس ون، وبالنسبة لإصدار منصة نينتندو سويتش، كان من المقرر إصدار اللعبة في 25 يوليو 2023، لكن تأجل إلى 15 نوفمبر 2023. 
تدور أحداث اللعبة في عالم السحري لمدرسة هوغوورتس.اللعبة من تطوير شركة أفالنش سوفتوير.

## القصة
لعبة "تراث هوغوورتس" تدور أحداثها في أواخر القرن التاسع عشر، وتأخذ مكانًا في عدة مواقع داخل عالم السحر، مثل قلعة هوغوورتس، وقرية هوجسميد، والمرتفعات الاسكتلندية. يتقمص اللاعب دور طالب (يؤديه صوتياً سيباستيان كروفت أو أميليا جيثينج) يبدأ دراسته في هوغوورتس في السنة الخامسة. تمتلك شخصية اللاعب القدرة على التحكم في سحر قديم وغامض، وتحمل مفتاح "سر قديم" يهدد استقرار عالم السحر. تتمثل مهمتهم في اكتشاف أسباب عودة هذا السحر المنسي والأشخاص الذين يحاولون استغلال قوته.
يواجه اللاعب شخصيات متعددة في اللعبة، أبرزها الأساتذة وزملاؤه الطلاب. يُعد البروفيسور إليزار فيج، الساحر الذي يدرس نظرية السحر في هوغوورتس، حليفاً أساسياً طوال مغامرة اللاعب. تشمل الشخصيات الأخرى التي يلتقي بها البطل طلاب هوغوورتس أمثال أميت ثاكار وإيفيريت كلوبتون ، والأساتذة أوناي وشاه، وكذلك المدير فينياس نايجلوس بلاك والبروفيسورة ماتيلدا ويزلي. يمكن للبطل أيضًا بناء صداقات مع زملائه الطلاب ناتساي أوناي، بوبي سويتينغ، وسيباستيان سالو، الذين يشاركون في رحلته كشخصيات مرافقه. تشمل الشخصيات الشريرة في اللعبة رانروك، زعيم تمرد الأقزام، وفيكتور رووكوود، قائد مجموعة من السحرة الأشرار.
| استقبال |                                        |
| --- | -------------------------------------- |
| مجموع النقاط المجموع نقاط ميتاكريتيك (PC) 82/100 [ 11 ] (PS5) 86/100 [ 12 ] (XSXS) 89/100 [ 13 ] نتائج المراجعة نشرة نقاط غيمز رادار [ 14 ] آي جي إن 9/10 [ 15 ] بي سي غيمز إن 7/10 [ 16 ] |                                        |
| مجموع النقاط |                                        |
| المجموع | نقاط                                   |
| ميتاكريتيك | (PC) 82/100 (PS5) 86/100 (XSXS) 89/100 |
| نتائج المراجعة |                                        |
| نشرة | نقاط                                   |
| غيمز رادار | [ 14 ]                                 |
| آي جي إن | 9/10                                   |
| بي سي غيمز إن | 7/10                                   |

## روابط خارجية
- تراث هوغوورتس على موقع IMDb (الإنجليزية)